# Rejon szacki
Rejon szacki – były rejon obwodu wołyńskiego Ukrainy.
Został utworzony w 1940, jego powierzchnia wynosiła 759 km², a ludność rejonu liczyła 17 tysięcy osób.
Na terenie rejonu znajdowały się: jedna osiedlowa rada i osiem silskich rad, obejmujących w sumie 30 miejscowości. Siedzibą władz rejonowych był Szack.

## Miejscowości rejonu szackiego
- Adamczuki (Адамчуки)
- Chomicze (Хомичі)
- Chrypsk (Хрипськ)
- Czerwony Bór (Красний Бір)
- Grabów (Грабове)
- Hajiwka (Гаївка)
- Holadyn (Голядин)
- Kamionka (Кам'янка)
- Koszary (Кошари)
- Kropiwniki (Кропивники)
- Mielniki (Мельники)
- Olszanka (Вільшанка)
- Omelne (Омельне)
- Ostrowie (Острів'я)
- Pereszpa (Перешпа)
- Piechy (Пехи)
- Pidmanowe (Підманове)
- Piszcza (Піща)
- Płoskie (Плоске)
- Położewo (Положеве)
- Prypjat´ (Прип'ять)
- Pulemiec (Пулемець)
- Pulmo (Пульмо)
- Rostań (Ростань)
- Samojlicze (Самійличі)
- Smolary Świtaskie (Смоляри-Світязькі)
- Szack (Шацьк)
- Świtaź (Світязь)
- Wilica (Вілиця)
- Zalesie (Залісся)
- Zacisze (Затишшя)